# Arantxa Sánchez Vicario
Arantxa Sánchez Vicario (ur. 18 grudnia 1971 w Barcelonie) – hiszpańska tenisistka, liderka rankingu światowego w grze pojedynczej i podwójnej, zwyciężczyni 14 turniejów wielkoszlemowych (w singlu, deblu i mikście), medalistka olimpijska, zdobywczyni Pucharu Federacji. Pochodzi z rodziny tenisowej, jej starsi bracia Emilio i Javier byli znanymi zawodnikami. Treningi tenisowe rozpoczęła jako 6-latka.

## Kariera tenisowa
Pierwsze starty w turniejach zawodowych zaliczyła w 1986, w krótkim czasie stając się czołową specjalistką gry na nawierzchni ziemnej. Swój pierwszy triumf w turnieju rangi WTA odniosła mając niespełna 17 lat – wygrała Belgian Ladies Open rozgrywany w 1988 roku w Brukseli. Już w 1987 (a także rok później) była w ćwierćfinale wielkoszlemowego French Open, ale jej zwycięstwo w tym turnieju w 1989 było wielką sensacją; pokonując w finale liderkę rankingu Niemkę Steffi Graf stała się najmłodszą w historii triumfatorką French Open (17 lat i 6 miesięcy). Wynik ten rok później poprawiła Monica Seles.
Od tego czasu ustabilizowała swoją pozycję w czołówce światowej, regularnie startowała w turniejach Masters (najlepsza szesnastka zawodniczek). Do 2002 uczestniczyła w 58 turniejach wielkoszlemowych, wygrywając cztery, w dalszych ośmiu dochodząc do finału i dziesięciu do półfinału. W każdym turnieju wielkoszlemowym była przynajmniej dwukrotnie w finale. Od lutego do czerwca 1995 przez 12 tygodni pozostawała na czele rankingu tenisistek w grze pojedynczej; wcześniej objęła też prowadzenie na liście deblistek i była tym samym pierwszą zawodniczką od czasu Martiny Navrátilovej (1987), która prowadziła jednocześnie w obu klasyfikacjach.
W 1997 wypadła z czołowej dziesiątki rankingu i wydawało się, że jej kariera zmierza ku końcowi; udało się jej jednak dość niespodziewanie wygrać jeszcze raz wielkoszlemowy French Open, po finałowym zwycięstwie nad Seles w 1998. Była w półfinałach French Open także w 1999 i 2000; w 2001 wygrała ostatnie turnieje w karierze w singlu, a wraz z końcem sezonu 2002 zdecydowała się zakończyć karierę zawodniczą. Emeryturę ograniczyła jednak jedynie do singla, w deblu startowała jeszcze przez kolejne dwa lata, a nawet reprezentowała Hiszpanię (chociaż bez powodzenia) na swoich piątych igrzyskach olimpijskich w Atenach.
Do jej ulubionych turniejów bez wątpienia należy zaliczyć French Open. Na kortach im. Rolanda Garrosa triumfowała trzykrotnie, również trzy razy przegrywała dopiero w finale; zaliczyła ponadto cztery półfinały i trzy ćwierćfinały, w latach 1987–2002 nie opuściła ani jednej edycji tego turnieju. Z mniejszym szczęściem grała na Wimbledonie; nie udało się jej odnieść końcowego sukcesu, w 1995 i 1996 przegrywała w finałach z Graf, za pierwszym razem dość pechowo – 5:7 w trzecim secie, po długim, granym około 20 minut, jedenastym gemie (na 6:5 dla Graf).
W 1993 była w finale Masters, przegrywając w czterech setach z Graf. Z mniejszych turniejów, w których odnosiła sukcesy, warto wymienić Otwarte Mistrzostwa Kanady. W finałach tego turnieju (rozgrywanego na przemian w Toronto i Montrealu) pokonywała liderki rankingu tenisistek – w 1992 Seles, w 1994 Graf. Ponadto w 1996 i 1998 przegrywała dopiero w finałach.
Szczyt kariery Sánchez Vicario przypadł na czas dominacji w tenisie Steffi Graf i Moniki Seles. W odróżnieniu od swoich rywalek nie dysponowała potężnymi uderzeniami, opierając grę raczej na skutecznej obronie i przebijaniu na drugą stronę kortu niekończącej się liczby piłek. Odniosła w ciągu kariery ponad 700 zwycięstw meczowych, jej zarobki na korcie osiągnęły kwotę niemal 17 milionów dolarów, co dawało jej (w lipcu 2005) piąte miejsce w historii.
Jeszcze większe sukcesy Sánchez Vicario odnosiła w mniej popularnej grze podwójnej. W latach 1986–2004 wygrała 69 turniejów, w tym sześć wielkoszlemowych. Największe sukcesy odnosiła w parze z Czeszkami Janą Novotną i Heleną Sukovą. W 1992 (z Sukovą) i 1995 (z Novotną) triumfowała w deblowym turnieju Masters, cztery razy była w finale. Gra mieszana przyniosła jej cztery triumfy wielkoszlemowe (w tym dwa z Australijczykiem Toddem Woodbridgem).

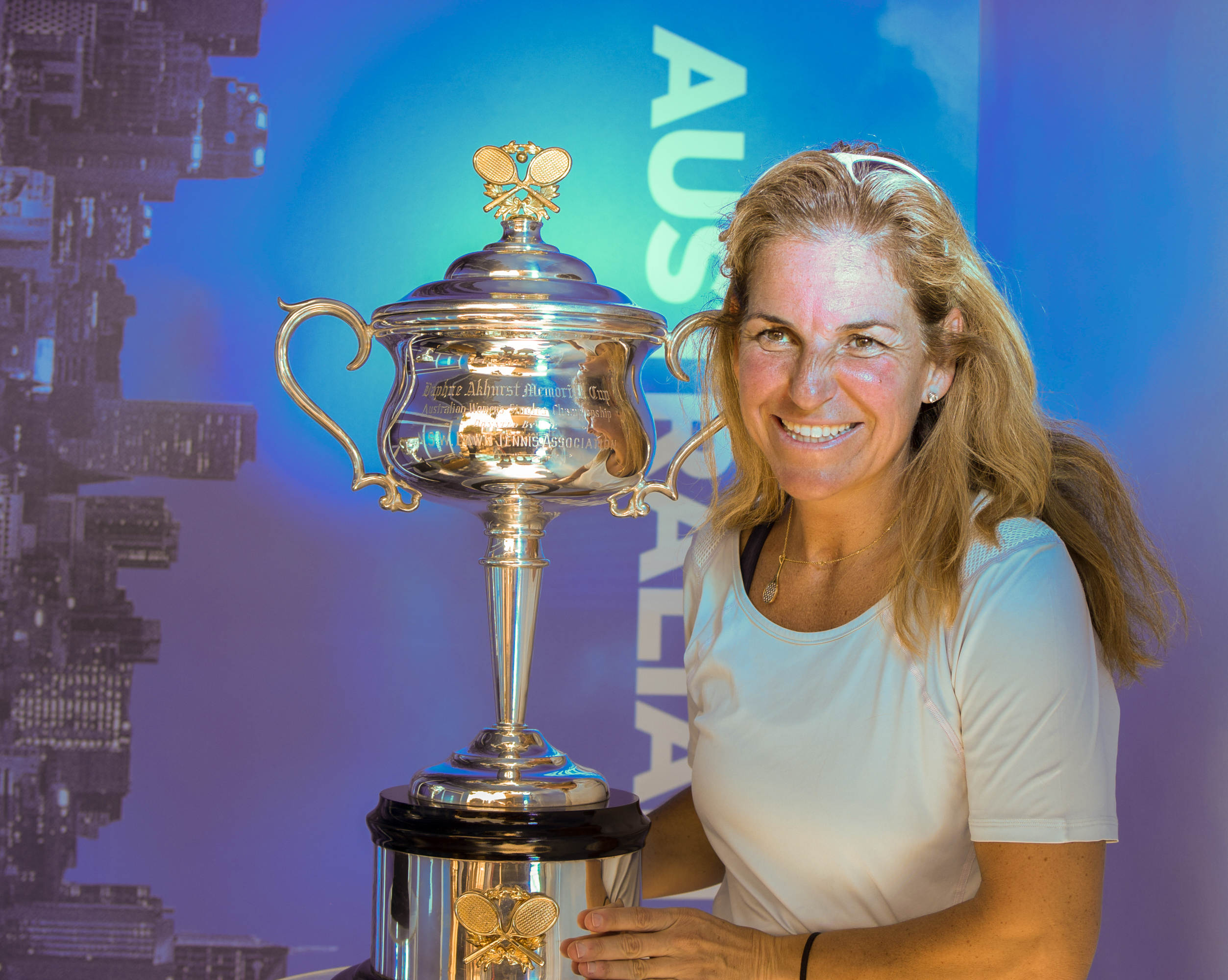
Arantxa Sánchez Vicario podczas Australian Open 2016

Przez całą karierę chętnie występowała jako reprezentantka Hiszpanii. Jest jedną z rekordzistek Pucharu Federacji, wystąpiła w 59 meczach reprezentacyjnych, odnosząc 72 zwycięstwa. Reprezentowała kraj przez 15 sezonów, przyczyniając się do pięciu końcowych triumfów Hiszpanii (1991, 1993, 1994, 1995, 1998). Międzynarodowa Federacja Tenisowa i Międzynarodowa Tenisowa Galeria Sławy nagrodziły ją specjalną nagrodą za postawę w Pucharze (Award of Excellence) w 2001 (wspólnie z rodaczką Conchitą Martínez). Sánchez Vicario występowała również w mikstowym Pucharze Hopmana (wygrane Hiszpanii w 1990 i 2002). Jest rekordzistką Hiszpanii pod względem liczby zdobytych medali olimpijskich; w pięciu startach (Seul 1988, Barcelona 1992, Atlanta 1996, Sydney 2000 i Ateny 2004) zdobyła cztery medale – w grze pojedynczej brąz w 1992 i srebro w 1996, w grze podwójnej srebro w 1992 i brąz w 1996 (w parze z Conchitą Martínez).
Jest autorką podręcznika dla młodych tenisistów The Young Tennis Player: A Young Enthusiast’s Guide to Tennis (1996). W ciągu wieloletniej kariery zdobyła wiele nagród sportowych, a w 1998 została uhonorowana prestiżową Nagrodą Księcia Asturii. W 1994 Międzynarodowa Federacja Tenisowa przyznała jej tytuł mistrzyni świata (w tenisie tytuł ten jest przyznawany, a nie zdobywany w konkretnych zawodach). W 2001 weszła w skład Hiszpańskiego Komitetu Olimpijskiego.
W 2007 została uhonorowana miejscem w Międzynarodowej Tenisowej Galerii Sławy. W 2001 roku wzięła ślub z dziennikarzem sportowym, Joanem Gironą, ale małżeństwo szybko zakończyło się rozwodem. 12 września 2008 poślubiła biznesmena Jose Santacanę. Na przełomie lutego i marca 2009 urodziła pierwsze dziecko, córkę Arantxę.

## Finały wielkoszlemowe w grze pojedynczej

### Wygrane (4)
| Rok  | Turniej         | Finalistka   | Wynik         |
| 1989 | French Open     | Steffi Graf  | 7:6, 3:6, 7:5 |
| 1994 | French Open (2) | Mary Pierce  | 6:4, 6:4      |
| 1994 | US Open         | Steffi Graf  | 1:6, 7:6, 6:4 |
| 1998 | French Open (3) | Monica Seles | 7:6, 0:6, 6:2 |

### Przegrane (8)
| Rok  | Turniej             | Zwyciężczyni | Wynik          |
| 1991 | French Open         | Monica Seles | 6:3, 6:4       |
| 1992 | US Open             | Monica Seles | 6:3, 6:3       |
| 1994 | Australian Open     | Steffi Graf  | 6:0, 6:2       |
| 1995 | Australian Open (2) | Mary Pierce  | 6:3, 6:2       |
| 1995 | French Open (2)     | Steffi Graf  | 7:5, 4:6, 6:0  |
| 1995 | Wimbledon           | Steffi Graf  | 4:6, 6:1, 7:5  |
| 1996 | French Open (3)     | Steffi Graf  | 6:3, 6:7, 10:8 |
| 1996 | Wimbledon (2)       | Steffi Graf  | 6:3, 7:5       |

## Finały wielkoszlemowe w grze podwójnej

### Wygrane (6)
| Rok  | Turniej             | Partnerka     | Finalistki                           | Wynik         |
| 1992 | Australian Open     | Helena Suková | Mary Joe Fernández Zina Garrison     | 6:4, 7:6      |
| 1993 | US Open             | Helena Suková | Amanda Coetzer Inés Gorrochategui    | 6:4, 6:2      |
| 1994 | US Open (2)         | Jana Novotná  | Katerina Maleewa Robin White         | 6:3, 6:3      |
| 1995 | Australian Open (2) | Jana Novotná  | Gigi Fernández Natalla Zwierawa      | 6:3, 6:7, 6:4 |
| 1995 | Wimbledon           | Jana Novotná  | Gigi Fernández Natalla Zwierawa      | 5:7, 7:5, 6:4 |
| 1996 | Australian Open (3) | Chanda Rubin  | Lindsay Davenport Mary Joe Fernández | 7:5, 2:6, 6:4 |

### Przegrane (5)
| Rok  | Turniej         | Partnerka          | Zwyciężczynie                   | Wynik         |
| 1992 | French Open     | Conchita Martínez  | Gigi Fernández Natalla Zwierawa | 6:3, 6:2      |
| 1994 | French Open (2) | Jana Novotná       | Gigi Fernández Natalla Zwierawa | 6:7, 6:4, 7:5 |
| 1994 | Wimbledon       | Jana Novotná       | Gigi Fernández Natalla Zwierawa | 6:4, 6:1      |
| 1996 | US Open         | Jana Novotná       | Gigi Fernández Natalla Zwierawa | 1:6, 6:1, 6:4 |
| 2002 | Australian Open | Daniela Hantuchová | Anna Kurnikowa Martina Hingis   | 6:2, 6:7, 6:1 |

## Historia występów wielkoszlemowych
Legenda
     W, wygrany turniej
     F, przegrana w finale
     SF, przegrana w półfinale
     QF, przegrana w ćwierćfinale
     xR, przegrana w x rundzie
     Qx, przegrana w x rundzie kwalifikacji
     A, brak startu

### Występy w grze pojedynczej
| Australian Open        | NH | A  | A  | A  | A  | SF | SF | SF | F  | F  | QF | 3R | QF | 2R | QF | A  | 1R | 0 / 11 | 41 – 11  |  |  |  |  |  |  |  |
| French Open            | Q1 | QF | QF | W  | 2R | F  | SF | SF | W  | F  | F  | QF | W  | SF | SF | 2R | 1R | 3 / 16 | 72 – 13  |  |  |  |  |  |  |  |
| Wimbledon              | A  | 1R | 1R | QF | 1R | QF | 2R | 4R | 4R | F  | F  | SF | QF | 2R | 4R | 2R | A  | 0 / 15 | 41 – 15  |  |  |  |  |  |  |  |
| US Open                | A  | 1R | 4R | QF | SF | QF | F  | SF | W  | 4R | 4R | QF | QF | 4R | 4R | 3R | 1R | 1 / 16 | 56 – 15  |  |  |  |  |  |  |  |
|                        |    |    |    |    |    |    |    |    |    |    |    |    |    |    |    |    |    |        |          |  |  |  |  |  |  |  |
| Ranking na koniec roku | 81 | 54 | 18 | 5  | 7  | 5  | 4  | 2  | 2  | 3  | 3  | 9  | 4  | 17 | 9  | 17 | 53 | 4 / 58 | 210 – 54 |  |  |  |  |  |  |  |

### Występy w grze podwójnej
| Australian Open        | NH | A  | A  | A  | A  | 3R | W  | QF | SF | W  | W  | SF | QF | QF | 1R | A  | F  | A | A   | A  | 3 / 11 | 41 – 8   |  |  |  |  |  |
| French Open            | A  | 3R | 1R | QF | QF | SF | F  | QF | A  | F  | SF | SF | SF | QF | 1R | 1R | 1R | A | 1R  | 1R | 0 / 17 | 40 – 17  |  |  |  |  |  |
| Wimbledon              | A  | 1R | 1R | 1R | QF | QF | SF | QF | F  | W  | QF | QF | QF | 3R | 3R | QF | A  | A | 1R  | A  | 1 / 16 | 39 – 15  |  |  |  |  |  |
| US Open                | A  | 2R | 2R | 1R | QF | 3R | SF | W  | W  | QF | F  | SF | 3R | SF | 3R | QF | 1R | A | A   | A  | 2 / 16 | 45 – 14  |  |  |  |  |  |
|                        |    |    |    |    |    |    |    |    |    |    |    |    |    |    |    |    |    |   |     |    |        |          |  |  |  |  |  |
| Ranking na koniec roku | 91 | 83 | 89 | 48 | 8  | 7  | 3  | 6  | 3  | 1  | 1  | 5  | 12 | 9  | 16 | 11 | 7  | – | 112 | –  | 6 / 60 | 165 – 54 |  |  |  |  |  |

### Występy w grze mieszanej
| Australian Open | NH | A  | A  | A  | A  | A  | F  | W  | SF | A  | 1R | A  | A | A | F | A  | 1R | A | A  | 2 / 13 | 16 – 5  |  |  |  |  |  |  |
| French Open     | 2R | 2R | 2R | F  | W  | SF | W  | A  | 3R | 2R | A  | 1R | A | A | A | 2R | SF | A | 2R | 2 / 13 | 29 – 10 |  |  |  |  |  |  |
| Wimbledon       | A  | A  | 1R | A  | 3R | 2R | A  | SF | 2R | A  | A  | 1R | A | A | A | A  | 1R | A | 1R | 0 / 8  | 8 – 8   |  |  |  |  |  |  |
| US Open         | A  | A  | 1R | 2R | QF | F  | 2R | A  | A  | A  | A  | A  | A | A | W | QF | A  | A | A  | 1 / 7  | 15 – 6  |  |  |  |  |  |  |
|                 |    |    |    |    |    |    |    |    |    |    |    |    |   |   |   |    |    |   |    |        |         |  |  |  |  |  |  |
|                 |    |    |    |    |    |    |    |    |    |    |    |    |   |   |   |    |    |   |    | 4 / 34 | 68 – 29 |  |  |  |  |  |  |

### Występy w grze podwójnej w turniejach legend
| Turniej         | 2008                    | 2009                    | 2010                    | 2011                    | 2012                    | 2013 | 2014 | 2015 | 2016 | 2017 | 2018 | 2019 | 2020 | Tytuły |
| --------------- | ----------------------- | ----------------------- | ----------------------- | ----------------------- | ----------------------- | ---- | ---- | ---- | ---- | ---- | ---- | ---- | ---- | ------ |
| Australian Open | turnieju nie rozgrywano | turnieju nie rozgrywano | turnieju nie rozgrywano | turnieju nie rozgrywano | turnieju nie rozgrywano | A    | A    | NH   | RR   | A    | A    | A    | A    | 0 / 1  |
| French Open     | NH                      | NH                      | A                       | A                       | A                       | RR   | A    | RR   | RR   | RR   | RR   | RR   |      | 0 / 6  |
| Wimbledon       | A                       | A                       | A                       | A                       | A                       | A    | A    | A    | RR   | F    | A    | RR   | NH   | 0 / 3  |
| US Open         | turnieju nie rozgrywano | turnieju nie rozgrywano | turnieju nie rozgrywano | turnieju nie rozgrywano | turnieju nie rozgrywano | A    | A    | SF   | F    | A    | NH   | W    | NH   | 1 / 3  |

## Finały turniejów WTA
| Legenda                   | Legenda |
| ------------------------- | ------- |
| Wielki Szlem              |         |
| Igrzyska olimpijskie      |         |
| WTA Tour Championships    |         |
| WTA Doubles Championships |         |
| 1971 – 1987               |         |
| Virginia Slims Circuit    |         |
| Grand Prix Series         |         |
| Colgate Series            |         |
| 1988 – 2008               |         |
| Kategoria I               |         |
| Kategoria II              |         |
| Kategoria III             |         |
| Kategoria IV              |         |
| Kategoria V               |         |

### Gra pojedyncza 78 (29-48)
| Końcowy wynik     | Nr  | Data              | Turniej           | Nawierzchnia | Przeciwniczka       | Wynik finału       |
| ----------------- | --- | ----------------- | ----------------- | ------------ | ------------------- | ------------------ |
| Finalistka        | 1.  | 8 grudnia 1986    | Buenos Aires      | Ceglana      | Gabriela Sabatini   | 1:6, 1:6           |
| Finalistka        | 2.  | 3 kwietnia 1988   | Tampa             | Ceglana      | Chris Evert         | 6:7, 4:6           |
| Zwyciężczyni      | 1.  | 17 lipca 1988     | Bruksela          | Ceglana      | Raffaella Reggi     | 6:0, 7:5           |
| Zwyciężczyni      | 2.  | 30 kwietnia 1989  | Barcelona         | Ceglana      | Helen Kelesi        | 6:2, 5:7, 6:1      |
| Finalistka        | 3.  | 14 maja 1989      | Rzym              | Ceglana      | Gabriela Sabatini   | 2:6, 7:5, 4:6      |
| Zwyciężczyni      | 3.  | 11 czerwca 1989   | French Open       | Ceglana      | Steffi Graf         | 7:6(6), 3:6, 7:5   |
| Finalistka        | 4.  | 27 sierpnia 1989  | Toronto           | Twarda       | Martina Navrátilová | 2:6, 2:6           |
| Finalistka        | 5.  | 4 lutego 1990     | Tokio             | Dywanowa     | Steffi Graf         | 1:6, 2:6           |
| Finalistka        | 6.  | 1 kwietnia 1990   | Houston           | Ceglana      | Katerina Maleewa    | 1:6, 6:1, 4:6      |
| Finalistka        | 7.  | 15 kwietnia 1990  | Amelia Island     | Ceglana      | Steffi Graf         | 1:6, 0:6           |
| Zwyciężczyni      | 4.  | 29 kwietnia 1990  | Barcelona         | Ceglana      | Isabel Cueto        | 6:4, 6:2           |
| Finalistka        | 8.  | 6 maja 1990       | Hamburg           | Ceglana      | Steffi Graf         | 7;5, 0:6, 1:6      |
| Zwyciężczyni      | 5.  | 22 lipca 1990     | Newport           | Trawiasta    | Jo Durie            | 7:6, 4:6, 7:5      |
| Finalistka        | 9.  | 30 września 1990  | Lipsk             | Dywanowa     | Steffi Graf         | 1:6, 1:6           |
| Finalistka        | 10. | 13 stycznia 1991  | Sydney            | Twarda       | Jana Novotná        | 4:6, 2:6           |
| Finalistka        | 11. | 20 maja 1991      | Berlin            | Ceglana      | Steffi Graf         | 3:6, 6:4, 6:7      |
| Finalistka        | 12. | 9 czerwca 1991    | French Open       | Ceglana      | Monica Seles        | 3:6, 4:6           |
| Finalistka        | 13. | 23 czerwca 1991   | Eastbourne        | Trawiasta    | Martina Navrátilová | 4:6, 4:6           |
| Zwyciężczyni      | 6.  | 24 sierpnia 1991  | Waszyngton        | Twarda       | Katerina Maleewa    | 6:2, 7:5           |
| Finalistka        | 14. | 23 czerwca 1991   | Sydney            | Twarda       | Gabriela Sabatini   | 1:6, 1:6           |
| Zwyciężczyni      | 7.  | 22 marca 1992     | Key Biscayne      | Twarda       | Gabriela Sabatini   | 6:1, 6:4           |
| Finalistka        | 15. | 26 kwietnia 1992  | Barcelona         | Ceglana      | Monica Seles        | 6:3, 2:6, 3:6      |
| Finalistka        | 16. | 3 maja 1992       | Hamburg           | Ceglana      | Steffi Graf         | 6:7, 2:6           |
| Finalistka        | 17. | 17 maja 1992      | Berlin            | Ceglana      | Steffi Graf         | 6:4, 5:7, 2:6      |
| Zwyciężczyni      | 8.  | 23 sierpnia 1992  | Montreal          | Twarda       | Monica Seles        | 6:3, 4:6, 6:4      |
| Finalistka        | 18. | 13 września 1992  | US Open           | Twarda       | Monica Seles        | 3:6, 3:6           |
| Finalistka        | 19. | 15 listopada 1992 | Filadelfia        | Dywanowa     | Steffi Graf         | 3:6, 6:3, 1:6      |
| Finalistka        | 20. | 7 marca 1993      | Delray Beach      | Twarda       | Steffi Graf         | 4:6, 3:6           |
| Zwyciężczyni      | 9.  | 21 marca 1993     | Key Biscayne      | Twarda       | Steffi Graf         | 6:4, 3:6, 6:3      |
| Finalistka        | 21. | 4 kwietnia 1993   | Hilton Head       | Ceglana      | Steffi Graf         | 6:7, 1:6           |
| Zwyciężczyni      | 10. | 11 kwietnia 1993  | Amelia Island     | Twarda       | Gabriela Sabatini   | 6:2, 5:7, 6:2      |
| Zwyciężczyni      | 11. | 25 kwietnia 1993  | Barcelona         | Ceglana      | Conchita Martínez   | 6:1, 6:4           |
| Zwyciężczyni      | 12. | 2 maja 1993       | Hamburg           | Ceglana      | Steffi Graf         | 6:3, 6:3           |
| Finalistka        | 22. | 8 sierpnia 1993   | San Diego         | Twarda       | Steffi Graf         | 4:6, 6:4, 1:6      |
| Finalistka        | 23. | 15 sierpnia 1993  | Manhattan Beach   | Twarda       | Martina Navrátilová | 5:7, 6:7           |
| Finalistka        | 24. | 21 listopada 1993 | Nowy Jork         | Twarda       | Steffi Graf         | 1:6, 4:6, 6:3, 1:6 |
| Finalistka        | 25. | 25 stycznia 1994  | Australian Open   | Twarda       | Steffi Graf         | 0:6, 2:6           |
| Finalistka        | 26. | 6 marca 1994      | Delray Beach      | Twarda       | Steffi Graf         | 3:6, 5:7           |
| Zwyciężczyni      | 13. | 10 kwietnia 1994  | Amelia Island     | Ceglana      | Gabriela Sabatini   | 6:1, 6:4           |
| Zwyciężczyni      | 14. | 24 kwietnia 1994  | Barcelona         | Ceglana      | Iva Majoli          | 6:0, 6:2           |
| Zwyciężczyni      | 15. | 1 maja 1994       | Hamburg           | Ceglana      | Steffi Graf         | 4:6, 7:6, 7:6      |
| Zwyciężczyni      | 16. | 5 czerwca 1994    | French Open       | Ceglana      | Mary Pierce         | 6:4, 6:4           |
| Finalistka        | 27. | 31 lipca 1994     | Stratton Mountain | Twarda       | Conchita Martínez   | 6:4, 3:6, 4:6      |
| Finalistka        | 28. | 7 sierpnia 1994   | San Diego         | Twarda       | Steffi Graf         | 2:6, 1:6           |
| Zwyciężczyni      | 17. | 21 sierpnia 1994  | Montreal          | Twarda       | Steffi Graf         | 7:5, 1:6, 7:6      |
| Zwyciężczyni      | 18. | 11 września 1994  | US Open           | Twarda       | Steffi Graf         | 1:6, 7:6, 6:4      |
| Zwyciężczyni      | 19. | 25 września 1994  | Tokio             | Twarda       | Amy Frazier         | 6:1, 6:2           |
| Zwyciężczyni      | 20. | 6 listopada 1994  | Oakland           | Dywanowa     | Martina Navrátilová | 1:6, 7:6, 7:6      |
| Finalistka        | 29. | 29 stycznia 1995  | Australian Open   | Twarda       | Mary Pierce         | 3:6, 2:6           |
| Zwyciężczyni      | 21. | 30 kwietnia 1995  | Barcelona         | Ceglana      | Iva Majoli          | 5:7, 6:0, 6:2      |
| Finalistka        | 30. | 14 maja 1995      | Rzym              | Ceglana      | Conchita Martínez   | 3:6, 1:6           |
| Zwyciężczyni      | 22. | 30 kwietnia 1995  | Berlin            | Ceglana      | Magdalena Maleewa   | 6:4, 6:1           |
| Finalistka        | 31. | 11 czerwca 1995   | French Open       | Ceglana      | Steffi Graf         | 5:7, 6:4, 0:6      |
| Finalistka        | 32. | 9 lipca 1995      | Wimbledon         | Trawiasta    | Steffi Graf         | 6:4, 1:6, 5:7      |
| Finalistka        | 33. | 24 września 1995  | Tokio             | Twarda       | Mary Pierce         | 3:6, 3:6           |
| Finalistka        | 34. | 4 lutego 1996     | Tokio             | Dywanowa     | Iva Majoli          | 4:6, 1:6           |
| Zwyciężczyni      | 23. | 7 kwietnia 1996   | Hilton Head       | Ceglana      | Barbara Paulus      | 6:2, 2:6, 6:2      |
| Zwyciężczyni      | 24. | 5 maja 1996       | Hamburg           | Ceglana      | Conchita Martínez   | 4:6, 7:6, 6:0      |
| Finalistka        | 35. | 9 czerwca 1996    | French Open       | Ceglana      | Steffi Graf         | 3:6, 7:6(4), 8:10  |
| Finalistka        | 36. | 7 lipca 1996      | Wimbledon         | Trawiasta    | Steffi Graf         | 3:6, 5:7           |
| Finalistka        | 37. | 3 sierpnia 1996   | Atlanta           | Twarda       | Lindsay Davenport   | 6:7(8), 2:6        |
| Finalistka        | 38. | 11 sierpnia 1996  | Montreal          | Twarda       | Monica Seles        | 1:6, 6:7           |
| Finalistka        | 39. | 25 sierpnia 1996  | San Diego         | Twarda       | Kimiko Date         | 6:3, 3:6, 0:6      |
| Finalistka        | 40. | 22 września 1996  | Tokio             | Twarda       | Monica Seles        | 1:6, 4:6           |
| Nierozstrzygnięte | 1.  | 22 czerwca 1997   | Eastbourne        | Trawiasta    | Jana Novotná        | opady deszczu      |
| Finalistka        | 41. | 21 września 1997  | Tokio             | Twarda       | Monica Seles        | 1:6, 6:3, 6:7      |
| Zwyciężczyni      | 25. | 17 stycznia 1998  | Sydney            | Twarda       | Venus Williams      | 6:1, 6:3           |
| Zwyciężczyni      | 26. | 7 czerwca 1998    | French Open       | Ceglana      | Monica Seles        | 7:6(5), 0:6, 6:2   |
| Finalistka        | 42. | 20 czerwca 1998   | Eastbourne        | Twarda       | Jana Novotná        | 1:6, 5:7           |
| Finalistka        | 43. | 23 sierpnia 1998  | Montreal          | Twarda       | Monica Seles        | 3:6, 2:6           |
| Finalistka        | 44. | 27 września 1998  | Tokio             | Twarda       | Monica Seles        | 6:4, 3:6, 4:6      |
| Zwyciężczyni      | 27. | 25 kwietnia 1999  | Kair              | Twarda       | Irina Spîrlea       | 6:1, 6:0           |
| Finalistka        | 45. | 23 kwietnia 2000  | Hilton Head       | Ceglana      | Mary Pierce         | 1:6, 0:6           |
| Finalistka        | 46. | 7 maja 2000       | Hamburg           | Ceglana      | Martina Hingis      | 3:6, 3:6           |
| Zwyciężczyni      | 28. | 8 kwietnia 2001   | Porto             | Ceglana      | Magüi Serna         | 6:3, 6:1           |
| Zwyciężczyni      | 29. | 26 maja 2001      | Madryt            | Ceglana      | Ángeles Montolio    | 7:5, 6:0           |
| Finalistka        | 47. | 23 września 2001  | Tokio             | Twarda       | Jelena Dokić        | 4:6, 2:6           |
| Finalistka        | 48. | 14 lipca 2002     | Bruksela          | Ceglana      | Myriam Casanova     | 6:4, 2:6, 1:6      |

## Występy w Turnieju Mistrzyń

### W grze pojedynczej
| Rok  | Rezultat    | Przeciwniczka       | Wynik              |
| 1989 | Półfinał    | Martina Navrátilová | 2:6, 2:6           |
| 1990 | Ćwierćfinał | Monica Seles        | 7:5, 6:7(6), 4:6   |
| 1991 | Ćwierćfinał | Martina Navrátilová | 6:1, 4:6, 2:6      |
| 1992 | Ćwierćfinał | Martina Navrátilová | 1:6, 6:2, 2:6      |
| 1993 | Finał       | Steffi Graf         | 1:6, 4:6, 6:3, 1:6 |
| 1994 | I runda     | Julie Halard        | 2:6, 6:1, 6:7(2)   |
| 1995 | I runda     | Natalla Zwierawa    | 6:4, 4:6, 4:6      |
| 1996 | Ćwierćfinał | Jana Novotná        | 0:6, 3:6           |
| 1997 | Ćwierćfinał | Jana Novotná        | 4:6, 6:3, 1:6      |
| 1998 | I runda     | Irina Spîrlea       | 6:7(6), 1:6        |
| 1999 | I runda     | Barbara Schett      | 1:6, 4:6           |
| 2000 | I runda     | Kim Clijsters       | 5:7, 4:6           |
| 2001 | Ćwierćfinał | Kim Clijsters       | 5:7, 1:6           |

### W grze podwójnej
| Rok  | Rezultat    | Partnerka      | Przeciwniczki                        | Wynik            |
| 1990 | Finał       | Mercedes Paz   | Kathy Jordan Elizabeth Smylie        | 6:7(4), 4:6      |
| 1991 | Półfinał    | Helena Suková  | Martina Navrátilová Pam Shriver      | 4:6, 2:6         |
| 1992 | Zwycięstwo  | Helena Suková  | Łarysa Neiland Jana Novotná          | 7:6(4), 6:1      |
| 1993 | Półfinał    | Helena Suková  | Łarysa Neiland Jana Novotná          | 6:7(5), 6:3, 3:6 |
| 1994 | Finał       | Jana Novotná   | Gigi Fernández Natalla Zwierawa      | 3:6, 7:6(4), 3:6 |
| 1995 | Zwycięstwo  | Jana Novotná   | Gigi Fernández Natalla Zwierawa      | 6:2, 6:1         |
| 1996 | Finał       | Jana Novotná   | Lindsay Davenport Mary Joe Fernández | 3:6, 2:6         |
| 1997 | Ćwierćfinał | Martina Hingis | Alexandra Fusai Nathalie Tauziat     | 3:6, 1:6         |
| 1999 | Finał       | Łarysa Neiland | Martina Hingis Anna Kurnikowa        | 4:6, 4:6         |

## Występy w turnieju WTA Doubles Championships
| Rok  | Rezultat   | Partnerka        | Przeciwniczki                   | Wynik    |
| 1991 | Półfinał   | Robin White      | Łarysa Neiland Natalla Zwierawa | 1:6, 3:6 |
| 1992 | Finał      | Natalla Zwierawa | Łarysa Neiland Jana Novotná     | 4:6, 2:6 |
| 1993 | Finał      | Łarysa Neiland   | Gigi Fernández Natalla Zwierawa | 5:7, 3:6 |
| 1994 | Zwycięstwo | Jana Novotná     | Gigi Fernández Natalla Zwierawa | 6:2, 7:5 |

## Występy w igrzyskach olimpijskich

### Gra pojedyncza
| Runda                                                                              | Przeciwniczka                                     | Wynik          |  |
| ---------------------------------------------------------------------------------- | ------------------------------------------------- | -------------- |  |
|                                                                                    |                                                   |                |  |
| Letnie Igrzyska Olimpijskie w Seulu 1988, reprezentując państwo Hiszpania          |                                                   |                |  |
| I runda                                                                            | Jugosławia: Sabrina Goleš                         | 4:6, 2:6       |  |
|                                                                                    |                                                   |                |  |
| Letnie Igrzyska Olimpijskie w Barcelonie 1992, reprezentując państwo Hiszpania [2] |                                                   |                |  |
| I runda                                                                            | Rumunia: Irina Spîrlea                            | 6:1, 6:3       |  |
| II runda                                                                           | Japonia: Mana Endō                                | 6:0, 6:1       |  |
| III runda                                                                          | Niemcy: Barbara Rittner [W]                       | 4:6, 6:3, 6:1  |  |
| Ćwierćfinał                                                                        | Hiszpania: Conchita Martínez [5]                  | 6:4, 6:4       |  |
| Półfinał                                                                           | Stany Zjednoczone: Jennifer Capriati [3]          | 3:6, 6:3, 1:6  |  |
| O brązowy medal                                                                    | Stany Zjednoczone: Mary Joe Fernández [4]         | nierozgrywany  |  |
|                                                                                    |                                                   |                |  |
| Letnie Igrzyska Olimpijskie w Atlancie 1996, reprezentując państwo Hiszpania [3]   |                                                   |                |  |
| I runda                                                                            | Belgia: Dominique Van Roost                       | 6:1, 6:4       |  |
| II runda                                                                           | Włochy: Silvia Farina                             | 6:1, 6:3       |  |
| III runda                                                                          | Holandia: Brenda Anne Marie Schultz-McCarthy [11] | 6:4, 7:6(7)    |  |
| Ćwierćfinał                                                                        | Japonia: Kimiko Date [8]                          | 4:6, 6:3, 10:8 |  |
| Półfinał                                                                           | Czechy: Jana Novotná [6]                          | 6:4, 1:6, 6:3  |  |
| O złoty medal                                                                      | Włochy: Lindsay Davenport [9]                     | 7:6(8), 2:6    |  |
| Letnie Igrzyska Olimpijskie w Sydney 2000, reprezentując państwo Hiszpania [5]     |                                                   |                |  |
| I runda                                                                            | Chiny: Li Na                                      | 6:1, 7:5       |  |
| II runda                                                                           | Austria: Patricia Wartusch                        | 6:2, 6:4       |  |
| III runda                                                                          | Kolumbia: Fabiola Zuluaga                         | 6:2, 6:0       |  |
| Ćwierćfinał                                                                        | Stany Zjednoczone: Venus Williams [2]             | 6:3, 2:6, 4:6  |  |

### Gra podwójna
| Runda                                                                          | Partnerka                   | Przeciwniczki                                             | Wynik            |
| ------------------------------------------------------------------------------ | --------------------------- | --------------------------------------------------------- | ---------------- |
|                                                                                |                             |                                                           |                  |
| Letnie Igrzyska Olimpijskie w Barcelonie 1992, reprezentując państwo Hiszpania |                             |                                                           |                  |
| I runda                                                                        | Conchita Martínez [1]       | Madagaskar: Dally Randriantefy, Natacha Randriantefy      | 6:0, 6:0         |
| II runda                                                                       | Conchita Martínez [1]       | Szwajcaria: Manuela Maleewa-Fragniere, Emanuela Zardo     | 6:0, 6:1         |
| Ćwierćfinał                                                                    | Conchita Martínez [1]       | Francja: Isabelle Demongeot, Nathalie Tauziat [8]         | 6:2, 6:4         |
| Półfinał                                                                       | Conchita Martínez [1]       | Australia: Rachel McQuillan, Nicole Provis [5]            | 6:1, 6:2         |
| O złoty medal                                                                  | Conchita Martínez [1]       | Stany Zjednoczone: Gigi Fernández, Mary Joe Fernández [2] | 5:7, 6:2, 2:6    |
|                                                                                |                             |                                                           |                  |
| Letnie Igrzyska Olimpijskie w Atlancie 1996, reprezentując państwo Hiszpania   |                             |                                                           |                  |
| I runda                                                                        | Conchita Martínez [4]       | Madagaskar: Dally Randriantefy, Natacha Randriantefy [WC] | 6:1, 6:3         |
| II runda                                                                       | Conchita Martínez [4]       | Chorwacja: Iva Majoli, Maja Murić                         | 6:2, 6:1         |
| Ćwierćfinał                                                                    | Conchita Martínez [4]       | Tajlandia: Benjamas Sangaram, Tamarine Tanasugarn [WC]    | 6:2, 6:1         |
| Półfinał                                                                       | Conchita Martínez [4]       | Czechy: Jana Novotná, Helena Suková [2]                   | 2:6, 6:7(1)      |
| O brązowy medal                                                                | Conchita Martínez [4]       | Holandia: Manon Bollegraf, Brenda Schultz-McCarthy [3]    | 6:1, 6:3         |
|                                                                                |                             |                                                           |                  |
| Letnie Igrzyska Olimpijskie w Sydney 2000, reprezentując państwo Hiszpania     |                             |                                                           |                  |
| I runda                                                                        | Conchita Martínez [2]       | Czechy: Dája Bedáňová / Květa Hrdličková                  | 6:4, 6:3         |
| II runda                                                                       | Conchita Martínez [2]       | Białoruś: Wolha Barabanszczykawa / Natalla Zwierawa       | 4:6, 5:7         |
|                                                                                |                             |                                                           |                  |
| Letnie Igrzyska Olimpijskie w Atenach 2004, reprezentując państwo Hiszpania    |                             |                                                           |                  |
| I runda                                                                        | Anabel Medina Garrigues [W] | Argentyna: Paola Suárez / Patricia Tarabini               | 7:6(8), 5:7, 2:6 |